# Desmond Llewelyn
Desmond Wilkinson Llewelyn (Newport, 12 de setembro de 1914 — East Sussex, 19 de dezembro de 1999) foi um ator britânico nascido no País de Gales, famoso por representar o papel de Q em 17 filmes de James Bond.

## Filmografia selecionada
- From Russia With Love (1963) (BR: 007 - Moscou Contra 007 / PT: 007 - Ordem Para Matar) como Major Boothroyd / Q
- Cleopatra (1963) (BR/PT: Cleópatra) como Senador
- Goldfinger (1964) (BR: 007 Contra Goldfinger / PT: 007 - Contra Goldfinger) como Major Boothroyd / Q
- Thunderball (1965) (BR: 007 Contra a Chantagem Atômica / PT: 007 - Operação Relâmpago) como Major Boothroyd / Q
- You Only Live Twice (1967) (BR: 007 - Com 007 Só se Vive Duas Vezes / PT: 007 - Só se Vive Duas Vezes) como Major Boothroyd / Q
- Chitty Chitty Bang Bang (1968) (BR: O Calhambeque Mágico / PT: Chitty Chitty Bang Bang) como Coggins
- On Her Majesty's Secret Service (1969) (BR: 007 A Serviço Secreto de Sua Majestade / PT: 007 - Ao Serviço de Sua Majestade) como Major Boothroyd / Q
- Diamonds Are Forever (1971) (BR/PT: 007 - Os Diamantes São Eternos) como Major Boothroyd / Q
- Follyfoot (BR: Pernalouca / PT: Follyfoot) (1971-1973, série de TV) como o Coronel
- The Man with the Golden Gun (1974) (BR: 007 Contra o Homem com a Pistola de Ouro / PT: 007 - O Homem com a Pistola Dourada) como Major Boothroyd / Q
- The Spy Who Loved Me (1977) (BR: 007 - O Espião que me Amava / PT: 007 - Agente Irresistível) como Major Boothroyd / Q
- Moonraker (1979) (BR: 007 Contra o Foguete da Morte / PT: 007 - Aventura no Espaço) como Major Boothroyd / Q
- For Your Eyes Only (1981) (BR: 007 - Somente Para Seus Olhos / PT: Missão Ultra-Secreta) como Major Boothroyd / Q
- Octopussy (1983) (BR: 007 Contra Octopussy / PT: 007 - Operação Tentáculo) como Major Boothroyd / Q
- A View to a Kill (1985) (BR: 007 - Na Mira dos Assassinos / PT: 007 - Alvo em Movimento) como Major Boothroyd / Q
- The Living Daylights (1987) (BR: 007 - Marcado Para a Morte / PT: 007 - Risco Imediato) como Major Boothroyd / Q
- Licence to Kill (1989) (BR: 007 - Permissão Para Matar / PT: 007 - Licença Para Matar) como Major Boothroyd / Q
- GoldenEye (1995) (BR: 007 Contra GoldenEye / PT: 007 - GoldenEye) como Major Boothroyd / Q
- Tomorrow Never Dies (1997) (BR/PT: 007 - O Amanhã Nunca Morre) como Major Boothroyd / Q
- The World Is Not Enough (1999) (BR: 007 - O Mundo Não é o Bastante / PT: 007 - O Mundo Não Chega) como Major Boothroyd / Q

A personagem Q é rapidamente mencionada em Live and Let Die, numa cena em que, M e Moneypenny entregam a James Bond um Rolex modificado por Q.
Desmond ficou de fora dos seguintes filmes de James Bond:
- Dr. No (1962) (BR: 007 Contra o Satânico Dr. No / PT: 007 - Agente Secreto) - Neste filme, o inventor Q foi interpretado pelo ator Peter Burton, que não pôde reprisar o papel em From Russia With Love (BR: 007 - Moscou Contra 007 / PT: 007 - Ordem Para Matar) por conflitos de agenda. NOTA: Este ator foi creditado como Major Boothroyd (no original, Major Boothroyd), enquanto Desmond Llewelyn foi creditado em todas as suas aparições como Q (menos em From Russia With Love, em que, ele também é creditado como Major/ Major Boothroyd. Muita gente confunde, pensando que, o Major Boothroyd e Q são personagens diferentes, mas não são.
- Casino Royale (1967) (BR: Cassino Royale / PT: 007, Casino Royale) - Versão não-oficial (produzida pela Columbia, acabou competindo com You Only Live Twice (1967) BR: 007 - Com 007 Só se Vive Duas Vezes / PT: 007 - Só se Vive Duas Vezes)), que trouxe o ator Geoffrey Bayldon como Q (que não fabrica invenções neste filme, é apenas um dos imitadores do verdadeiro James Bond).
- Live and Let Die (1973) (BR: 007 - Viva e Deixe Morrer / PT: 007 - Vive e Deixa Morrer) - Desmond estava gravando a série de TV Follyfoot (BR: Pernalouca / PT: Follyfoot). Desta forma, o inventor Q foi retirado da trama, pois não dava tempo de buscarem outro ator pro papel (e talvez, nem os produtores quisessem trocá-lo, ou mesmo tivessem pensado nisto).
- Never Say Never Again (1983) (BR: 007 - Nunca Mais Outra Vez / PT: Nunca Digas Nunca) - Versão não-oficial (produzida pela Warner, para competir com Octopussy (1983) (BR: 007 Contra Octopussy / PT: 007 - Operação Tentáculo)), que trouxe o ator Alec Cowen como Q (que, por algum motivo desconhecido, foi rebatizado como Algernon).
- Die Another Day (2002) (BR: 007 - Um Novo Dia Para Morrer / PT: 007 - Morre Noutro Dia) - Desmond faleceu num acidente de carro (e não pela idade avançada, como pensam alguns), poucos meses após o lançamento de The World is Not Enough (1999) (BR: 007 - O Mundo Não é o Bastante / PT: 007 - O Mundo Não Chega). Por isto, o ator John Cleese, que fez o papel de R (assistente atrapalhado do Q, que é treinado para sucedê-lo no cargo), em The World is Not Enough assume o papel de Q, tendo sido promovido de R para Q (levando em conta a ideia de que, o Q original (o Major Boothroyd) faleceu).

Havia rumores na mídia internacional, de que o inventor Q, assim como a personagem Moneypenny, deveriam regressar ao 22º filme de James Bond, após ter ficado sem atuação em Casino Royale [2006]. De fato, os personagens retornaram para o filme Skyfall, lançado em 2012, com o ator Ben Whishaw no papel de Q, e a atriz Naomie Harris no papel de Moneypenny.